# 伊藤晃 (歴史学者)
伊藤 晃（いとう あきら、1941年 - ）は、日本の歴史家。専攻は日本社会主義運動史、労働運動史。
北海道生まれ。東京教育大学で日本史学を学び、1964年卒業。1971年より千葉工業大学に勤務、助教授、教授、2009年退任。天皇制廃止論の立場にたつ共和主義者である。

## 著作
- 『天皇制と社会主義』勁草書房 1988、インパクト出版会 2002 新版
- 『転向と天皇制 日本共産主義運動の1930年代』勁草書房 1995
- 『日本労働組合評議会の研究 1920年代労働運動の光芒』社会評論社 2001
- 『戦争と労働運動 戦前労働運動のあゆみ』労働者学習セふふそンター 2005
- 『「国民の天皇」論の系譜―象徴天皇制への道』社会評論社（2015

### 編著共著
- 編著『無産政党と労農運動』(思想の海へ「解放と変革」28)社会評論社 1990
- 亀淵迪,木村英亮,小塚尚男, 島田高志,竹内栄美子,田辺貞夫,林弘,丸山茂樹,林淑美『偲ぶ石堂清倫』2003
- 加藤哲郎,井上學共編『社会運動の昭和史 語られざる深層』白順社 2006